# حاجي محمود
حاجي محمود هي قرية في مقاطعة نير، إيران. عدد سكان هذه القرية هو 187 في سنة 2006.